# Nukleosid
En nukleosid är en organisk molekyl bestående av en kvävebas (en purin eller en pyrimidin) och en sockermolekyl (deoxiribos eller ribos). Om man dessutom lägger till en eller flera fosfatgrupper får man en nukleotid som är en byggsten i DNA och RNA.